# Aegiochus ventrosus
Aegiochus ventrosus is een pissebed uit de familie Aegidae. De wetenschappelijke naam van de soort werd als Aega ventrosa in 1859 gepubliceerd door Michael Sars.